# Leonel Duarte
Pour les articles homonymes, voir Duarte.
Leonel Duarte Plá (né le 1er août 1987 à Camagüey) est un footballeur international cubain, qui évoluait au poste d'attaquant.

## Biographie

### Carrière en club
Joueur du FC Ciego de Ávila, Leonel Duarte est sacré champion de Cuba lors de la saison 2009-2010. En 2012, il s'expatrie en Allemagne afin de jouer pour le club amateur du SV Einheit 1875 Worbis. Il y marque 23 buts en 18 matchs.
Retiré des terrains de jeu, il est suspendu à vie de toute activité liée au football par la FIFA (avec sept autres joueurs et un agent sportif), le 24 avril 2019, dans le cadre d'une vaste enquête portant sur des tentatives de manipulation de plusieurs rencontres internationales.

### Carrière en sélection
Avec les équipes de jeunes, Duarte a l'occasion de disputer les éliminatoires de la Coupe du monde des moins de 17 ans de 2003, les Jeux d'Amérique centrale et des Caraïbes de 2006 (avec les U21) ainsi que le tournoi pré-olympique de la CONCACAF de 2008.
Promu en équipe A en 2005, il y joue 39 rencontres (pour six buts inscrits) jusqu'en 2010 et figure notamment dans le groupe des sélectionnés lors des Gold Cup de 2005 et de 2007.

#### Buts en sélection
| Buts en sélection de Leonel Duarte | Buts en sélection de Leonel Duarte | Buts en sélection de Leonel Duarte                             | Buts en sélection de Leonel Duarte | Buts en sélection de Leonel Duarte | Buts en sélection de Leonel Duarte | Buts en sélection de Leonel Duarte |
|                                    | Date                               | Lieu                                                           | Adversaire                         | Score                              | Résultat                           | Compétition                        |
| ---------------------------------- | ---------------------------------- | -------------------------------------------------------------- | ---------------------------------- | ---------------------------------- | ---------------------------------- | ---------------------------------- |
| 1.                                 | 16 janvier 2007                    | Manny Ramjohn Stadium, Marabella (Trinité-et-Tobago)           | Saint-Vincent-et-les-Grenadines    | 3-0                                | 3-0                                | CAR 2007                           |
| 2.                                 | 20 janvier 2007                    | Hasely Crawford Stadium, Port of Spain (Trinité-et-Tobago)     | Trinité-et-Tobago                  | 3-1                                | 3-1                                | CAR 2007                           |
| 3.                                 | 17 juin 2008                       | Sir Vivian Richards Stadium, Saint George (Antigua-et-Barbuda) | Antigua-et-Barbuda                 | 3-4                                | 3-4                                | QCM 2010                           |
| 4.                                 | 23 octobre 2008                    | Estadio Pedro Marrero, La Havane (Cuba)                        | Antilles néerlandaises             | 1-0                                | 7-1                                | QCAR 2008                          |
| 5.                                 | 23 octobre 2008                    | Estadio Pedro Marrero, La Havane (Cuba)                        | Antilles néerlandaises             | 4-0                                | 7-1                                | QCAR 2008                          |
| 6.                                 | 27 octobre 2008                    | Estadio Pedro Marrero, La Havane (Cuba)                        | Suriname                           | 5-0                                | 6-0                                | QCAR 2008                          |

## Palmarès de joueur

### En club
- FC Ciego de Ávila :
  - Champion de Cuba en 2009-10[1].